# La Liga de 1950–51

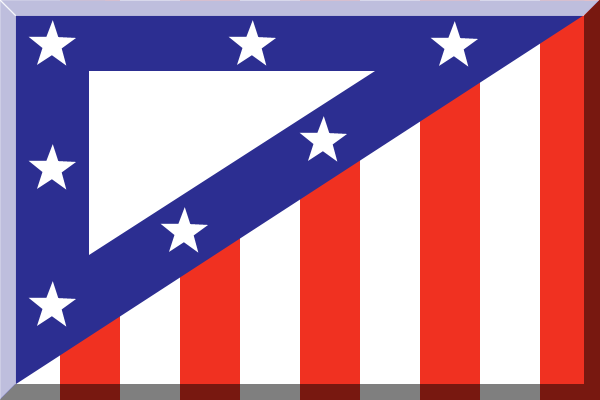
Triângulo branco com borda azul com estrelas brancas em seus lados grossos sobre um fundo listrado branco e vermelho

A La Liga de 1950–51 foi a 20º edição da Primeira Divisão da Espanha de futebol. Com 16 participantes, o campeão foi o Atlético de Madrid.

## Classificação final
| Pos | Equipe                 | J  | V  | E | D  | GM | GS  | SG  | Pts |
| --- | ---------------------- | -- | -- | - | -- | -- | --- | --- | --- |
| 1   | Atlético de Madrid     | 30 | 17 | 6 | 7  | 87 | 50  | 37  | 40  |
| 2   | Sevilla FC             | 30 | 17 | 4 | 9  | 79 | 46  | 33  | 38  |
| 3   | Valencia CF            | 30 | 17 | 3 | 10 | 64 | 48  | 16  | 37  |
| 4   | CF Barcelona           | 30 | 16 | 3 | 11 | 83 | 61  | 22  | 35  |
| 5   | Real Sociedad          | 30 | 15 | 5 | 10 | 77 | 56  | 21  | 35  |
| 6   | Real Valladolid        | 30 | 14 | 5 | 11 | 51 | 51  | 0   | 33  |
| 7   | Atlético de Bilbao     | 30 | 15 | 3 | 12 | 88 | 56  | 32  | 33  |
| 8   | Celta de Vigo          | 30 | 15 | 3 | 12 | 62 | 56  | 6   | 33  |
| 9   | Real Madrid CF         | 30 | 13 | 5 | 12 | 80 | 71  | 9   | 31  |
| 10  | Real Santander         | 30 | 12 | 6 | 12 | 49 | 60  | -11 | 30  |
| 11  | Deportivo de La Coruña | 30 | 13 | 4 | 13 | 64 | 47  | 17  | 30  |
| 12  | RCD Español            | 30 | 13 | 4 | 13 | 82 | 72  | 10  | 30  |
| 13  | CD Málaga              | 30 | 12 | 5 | 13 | 55 | 52  | 3   | 29  |
| 14  | Real Murcia            | 30 | 8  | 3 | 19 | 40 | 86  | -46 | 19  |
| 15  | CD Alcoyano            | 30 | 6  | 2 | 22 | 36 | 92  | -56 | 14  |
| 16  | UD Lérida              | 30 | 6  | 1 | 23 | 41 | 134 | -93 | 13  |

|  | Classificado para a promoção de permanencia na Primera División |
|  | Descenso a Segunda División                                     |